# Maomé Zair Xá
Maomé Zair Xá (Cabul, 15 de outubro de 1914 – Cabul, 23 de julho de 2007) foi o segundo rei (Xá) do Afeganistão, sucedendo a seu pai, Nadir Xá.
Nascido em Cabul em 1914, Zair foi educado na França e assumiu o trono após o assassinato do seu pai por um estudante. Era da etnia pastó, e membro do clã Durani, um dos principais ramos pastós do país.
Depois de manter o país neutro durante a Segunda Guerra Mundial, começou a modernizar o país, fundando uma nova universidade, estreitando os laços comerciais e culturais com a Europa e trazendo assessores estrangeiros para o acompanharem de perto neste processo de europeização.
Em 1973, foi deposto num golpe orquestrado pelo próprio primo, Mohammed Daoud Khan, ministro da Defesa, que não aprovava a abertura e as relações com o Ocidente, instaurando a República.
Zair foi o principal líder afegão num raro período de estabilidade política e relativa paz no país, entre 1933 e 1973.
Em 1964, Zahir Shah promulgou a primeira constituição do país. A Constituição transformou o Afeganistão em uma democracia parlamentar limitada. A família real ficou de fora da maioria dos cargos na Administração, eleições livres seriam realizadas e direitos civis seriam reconhecidos. Além disso, foram reconhecidos direitos iguais entre homens e mulheres, dando às mulheres, pela primeira vez na história do país, o direito ao voto, ao trabalho e à educação. Entre as medidas de modernização do país, destaca-se seu trabalho para acabar com o purdah, que obriga as mulheres a se cobrirem completamente em público através do uso de burcas ou roupas similares. Para dar o exemplo, sua esposa (e prima de primeiro grau), Humaira Begum, não usava véu. Sob seu reinado, a primeira universidade, a Universidade de Cabul, também foi fundada e foram feitas tentativas de melhorar a infraestrutura.
Depois do golpe, o antigo monarca do Afeganistão mudou-se para Roma, de onde acompanhou à distância os períodos mais violentos da história recente de seu país — o confronto entre facções e tribos rivais, a guerra com os soviéticos, a tomada do poder pela milícia Talibã e a invasão americana depois do 11 de Setembro. Em 1991, um português convertido ao Islão, a pretexto de obter uma entrevista, tentou assassiná-lo, num dos prováveis primeiros atos públicos da Al-Qaeda.[carece de fontes?]
Em 2002, com os Talibãs fora do poder, Zair voltou ao país para participar de uma reunião tribal sobre o futuro do Afeganistão, onde lhe foi atribuído o título de pai da nação afegã. O ex-rei apoiava o presidente interino do país Hamid Karzai. Desde então, habitou no antigo palácio real, até à sua morte, sem qualquer poder político ou isenção fiscal.
O ex-monarca faleceu em seu palácio da capital afegã, informou Karzai em entrevista coletiva, na qual declarou três dias de luto nacional durante os quais as bandeiras em todo o país e nas missões diplomáticas afegãs no exterior foram hasteadas a meio mastro.